# Moritz Oeler
Moritz Oeler (* 21. Oktober 1985 in Neustadt an der Weinstraße) ist ein deutscher Wasserballspieler. Oeler war in der Bundesligasaison 2007/08 mit 81 Treffern Torschützenkönig und wurde zum Wasserballer des Jahres gewählt.
Oeler begann seine Karriere beim Schwimmclub Neustadt. Der 1,88 m große Angriffsspieler wurde 2006 deutscher Meister mit dem SV Cannstatt. Nach dem Rückzug der Cannstatter aus der Bundesliga wechselte Oeler zum deutschen Rekordmeister Wasserfreunde Spandau 04, mit dem er eine Vielzahl an deutschen Meisterschaften und Pokalsiegen errang. 2017 wechselte er in die Schweiz zum SC Horgen.
Oeler wurde mit der deutschen Nationalmannschaft Achter bei der Weltmeisterschaft 2007 und belegte bei der Europameisterschaft 2008 den sechsten Platz. 2016 beendete er seine Nationalmannschaftskarriere.